# Nogotirto
Nogotirto is een bestuurslaag in het regentschap Sleman van de provincie Jogjakarta, Indonesië. Nogotirto telt 19.135 inwoners (volkstelling 2010).